# Аванесян, Артём Арегович
Артём Арегович Аванеся́н (род. 17 июля 1999, Балашиха, Московская область) — российский и армянский футболист, полузащитник клуба «Ноа.

## Карьера
Футболом начал заниматься в реутовской юношеской команде «Приалита». В более взрослом возрасте попал в академию столичного ЦСКА. Выступал за молодёжный состав «армейцев». На взрослом уровне дебютировал в московском «Арарате». После переезда клуба в Армению Аванесян остался в нём. Полузащитник дебютировал в местной высшей лиге 4 августа в матче первого тура против «Лори» (2:0).

## Достижения
- Победитель зоны «Центр» Первенства ПФЛ: 2017/18